# Maulahulo
Maulahulo (Mauluhulu, Maulohulu, Maulahulu) ist eine osttimoresische Aldeia im Suco Mulo (Verwaltungsamt Hatu-Builico, Gemeinde Ainaro). 2015 lebten in der Aldeia 1007 Menschen.

## Geographie und Einrichtungen
Die Aldeia Maulahulo liegt im Nordosten von Mulo. Südlich befindet sich die Aldeia Mano-Mera und südwestlich die Aldeias Tatiri und Mulo. Im Nordosten grenzt Maulahulo an das Verwaltungsamt Maubisse mit den Sucos Horai-Quic und Aituto. Straßen führen vom Ort Maulahulo im Zentrum der Aldeia nach Manutaci, Mano-Mera und Horai-Quic.
In dem Dorf befinden sich ein Hospital und eine Grundschule.